# Aphis laciniariae
Aphis laciniariae är en insektsart som beskrevs av David D. Gillette och Palmer 1929. Aphis laciniariae ingår i släktet Aphis och familjen långrörsbladlöss. Inga underarter finns listade i Catalogue of Life.